# 依田正稔
依田 正稔（よだ まさとし、1938年10月23日 - ）は日本の実業家。元荏原製作所代表取締役社長。

## 人物
東京出身。1962年に一橋大学経済学部を卒業し、第一銀行入行。スイス第一勧業銀行総支配人等を務めた。
1990年、藤村宏幸会長に見込まれ、荏原製作所入社。同社では財務部門の責任者として、財務体質の改善のため、技術部門の反発が強いなか、研究開発投資の抑制を成功させ、藤村会長からの評価を高めた。2000年6月荏原製作所代表取締役社長就任。同社では依田が常務以上の役員で、唯一の文系出身者で、また設立以来2人目、30年ぶりの事務系出身の社長であり、生え抜き以外で初の社長でもあり、異例の人事であった。
社長就任後は、非中核部門の整理などをすすめ、2004年には二期連続の最終赤字を克服し、黒字転換を達成した。同年、社長定年65歳の内規に従い、社長を退き、相談役就任。同時に藤村宏幸会長も、名誉会長に退いた。
家族は妻と一女で、趣味は特にない。

## 略歴
- 1938年 東京出身
- 1962年 一橋大学経済学部 卒業
- 1992年 荏原製作所 取締役
- 1996年 荏原製作所 常務
- 1998年 荏原製作所 専務
- 2000年 荏原製作所 代表取締役社長
- 2004年 荏原製作所 取締役相談役
- 2004年6月 荏原製作所 相談役
  - アジア生産性機構「緑の生産性」諮問委員会副会長、日本下水道施設業協会副会長等も務めた。